# بالاکا، مالاوی
بالاکا (به لاتین: Balaka) یک شهر در مالاوی است که در منطقه جنوبی مالاوی واقع شده‌است.

## خصوصیات
بالاکا ۲۴٬۰۵۲ نفر جمعیت دارد.